# ゲストとゲスト
『ゲストとゲスト』は、2012年4月2日から同年9月24日までテレビ朝日の『ネオバラ2』枠で放送されていたトークバラエティ番組。全25回。放送時間は毎週月曜 25時51分 - 26時21分（日本標準時）。

## 概要
毎回ミュージシャンとお笑い芸人が1人ずつ出演し、トークを通じて互いの仕事内容に関する深いネタを引き出しあっていた深夜番組である。出演ゲストは基本的に毎回異なっていたが、2週連続で同じゲストが出演した例もある。
2012年9月18日、本番組に出演したゲストのうち、4組のゲストが行ったトークを掲載した関連書籍『深ボリ』がマガジンハウスから発売された（ISBN 978-4-8387-2496-3）。

## スタッフ

### 番組終了時のスタッフ
- ナレーター：山瀬まみ
- 構成：高須光聖、町田裕章、奈佐はぢめ
- TD：錦戸浩司
- CAM：加藤英昭、住田清志、熱田大、辻稔
- AUD：吉村歩
- VE：齋藤弘幸
- 照明：鈴木敏也
- 美術デザイン：出口智浩
- 美術進行：山本和記
- CG：横井勝
- 編集：竹内敏雅
- MA：松田直起
- 音効：栗田勇児
- テロップ：リトルベア
- 編成：寺田伸也、池田佐和子
- 宣伝：望野智美
- TK：長谷川夏子
- 協力：サンフォニックス、ロッコウプロモーション
- ディレクター：藤沢浩一、近藤大輔、恒見聖子
- プロデューサー・ディレクター：山岡重樹
- 演出・プロデューサー：加地倫三
- 製作著作：テレビ朝日

### 途中まで参加していたスタッフ
- 編成：吉村周
- プロデューサー：清水克也

## 放送局
| 放送対象地域 | 放送局             | 系列           | 放送日時                                          | 放送開始日    | 備考             |
| ------------ | ------------------ | -------------- | ------------------------------------------------- | ------------- | ---------------- |
| 関東広域圏   | テレビ朝日 (EX)    | テレビ朝日系列 | 月曜 25時51分 - 26時21分                          | 2012年4月2日  | 製作局           |
| 福岡県       | 九州朝日放送 (KBC) | テレビ朝日系列 | 水曜 25時50分 - 26時20分                          | 2012年4月18日 | 13日遅れ         |
| 大分県       | 大分朝日放送 (OAB) | テレビ朝日系列 | 金曜 25時20分 - 25時50分                          | 2012年5月4日  | 32日遅れ         |
| 北海道       | 北海道テレビ (HTB) | テレビ朝日系列 | 金曜 24時50分 - 25時20分 土曜 24時45分 - 25時15分 | 2012年9月28日 | いずれも単発放送 |